# Кучешко сърце
„Кучешко сърце“ е повест от Михаил Булгаков, написана през 1925 г. Публикувана е за първи път през 1968 г. едновременно в списанията „Грани“ (Франкфурт) и „Стюдънт“ (Лондон), а в СССР – през 1987 г.

## Сюжет
Повестта е сатира на живота в следреволюционна Русия.
Филип Филипович Преображенски е московски професор-хирург, който живее и работи в 7-стаен апартамент, заради който постоянно има проблеми с домоуправата, съставена от пролетарии. Той има 2 домашни прислужнички и 1 асистент и се радва на световна популярност. Един ден през декември 1920 година той приютява кучето Буби (Шарик в оригинала). Буби в началото на повестта няма име. Буби всъщност е прякор, получен от едно непознато момиче, което по-късно е на крачка да се омъжи за вече станалия човек Полиграф Полиграфович Бубев. След като е прибран от улицата, Буби заживява в апартамента на Преображенски, който го храни и се грижи за него.
След време професорът му присажда човешки части, а по-късно Буби започва да говори, да ходи като човек и постепенно се превръща в човек, приел името Полиграф Полиграфович Бубев. И тогава започват проблемите на професора и неговия асистент.
Накрая те отново превръщат Бубев в куче.

## Адаптации
Повестта е филмирана от руския режисьор Владимир Бортко през 1988 г.